# Knivsäkring

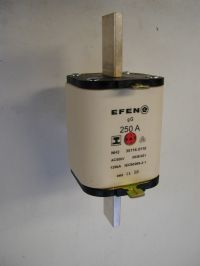
Knivsäkring

Knivsäkringar är en typ av smältsäkring som används i anläggningar med högre märkströmmar, normalt 63 - 800 ampere men det förekommer även för lägre strömvärden för att få ett enhetligt utförande vid montage av elcentraler.

## Storlekar
Strömvärdena i tabellen nedan är de standardiserade märkströmmarna men även andra kan förekomma. Det finns även säkringar på 1000 och 1250 ampere.
| Storlek | Strömvärde                                                        |
| 000     | 2- 100                                                            |
| 00      | 6- 63, 80, 100, 125, 160                                          |
| 0       | 6 - 63, 80, 100, 125, 160, 200, 250                               |
| 1       | 16- 63, 80, 100, 125, 160, 200, 250, 315                          |
| 2       | 25- 63, 80, 100, 125, 160, 200, 224, 250, 300, 315, 355, 400, 500 |
| 3       | 250- 630, 800                                                     |

## Byte av knivsäkring
Byte av en knivsäkring kräver tillgång till ett speciellt verktyg och får inte utföras av personer utan utbildning i förfarandet. Ofta är anläggningen konstruerad med speciella säkringsbrytare som gör att bytet av säkringen kan ske i spänningslöst tillstånd.
Detta är för att undvika risken för ljusbågar.